# 원자력 정책
원자력 정책(nuclear energy policy)은 원자력 발전과 핵연료의 사용과 폐기 등 원자력의 개발과 활용에 관련된 국가 차원의 방침을 말한다.

## 대한민국의 원자력 정책[1][2]
대한민국은 초대 이승만 대통령부터 현재에 이르기까지 국가정책으로 원자력을 도입하여 기술자립을 이루고 원전을 수출하는 나라가 되었다. 1973년과 1978년 두 차례에 걸쳐 발생한 석유 파동으로 에너지 안보의 필요성이 높아지면서, 석유와 같은 화석연료에 의존적인 에너지정책에서 벗어나기 위해 원자력에너지를 통한 전력 공급을 확대하였다. 이후 지속적인 기술 발전을 통해 원자력발전은 대한민국의 주력 전원으로 성장하였고, 전원을 안정적으로 공급하는 에너지원이 되었다.
온실가스 배출에 의한 지구 온난화의 영향이 심각해지고 있어 2015년 12월 파리에서 열린 제21차 UN기후변화협약 당사국 총회(COP21)에서는 195개국이 21세기 지구 온도 상승을 2℃ 이내로 제한하자는 협정을 체결하여 2016년 11월에 발효되었다.
신기후체제의 출범에 따라 탄소배출량에 대한 규제가 강화되어 화석 연료를 대신할 수 있는 저탄소에너지와 신재생에너지로의 필요성이 높아진 상황이다. 신재생에너지와 더불어 기후변화에 대응하기 위한 수단으로뿐 아니라 국가의 성장 동력을 뒷받침 원자력의 필요성이 높아지고 있다.
대한민국은 세계 평화를 위한 핵비확산과 핵안보에 보조를 맞추면서 안정적이고 경제적인 원자력의 지속적인 활용을 위해 원전의 안전성 향상과 사용후핵연료의 안전한 관리를 위한 정책을 추진하고 있다. 1997년부터 원자력진흥법에 따라 매 5년마다 원자력진흥종합계획을 수립하여 현재 제 5차 원자력진흥종합계획(2017~2022)이 수립되었다. 또한 이와 발맞추어 2050년을 향한 원자력 장기 정책 방향을 수립하고 있다.
한국의 원자력 발전 정책 방향은 기본적으로 국민에게 신뢰받는 안전 최우선 원자력 발전 정책을 골자로 하고 있다. 또한, 원전 수출산업화의 차질 없는 추진과 국내 원전 건설·운영을 지속 추진하기 위해 소통과 협력을 강화하는 정책을 다각도로 마련하고 있다. 지속적인 방사성 폐기물의 안전한 관리에 대한 정책도 ‘사용후핵연료 관리에 대한 권고안’을 반영해 기본계획을 수립하고 있다.
2014년 ‘제2차 국가에너지기본계획’을 수립하면서 정부는 전체 발전 설비에서 원자력이 차지하는 비중을 26.4%(2012년 기준)에서 2035년에 29%로 확대하는 내용을 결정하였다. 원자력 연구개발 부분은 정부주도로 기술을 개발한 후 산업화하는 방향으로 진행 중이다. 후쿠시마 사고와 직접 관련되는 기술 분야를 보면 2001년에 비해 2010년 기준으로 2배 이상 투자가 증가했다. 2000년대 초에는 대부분 원자력연구개발기금으로 투자가 이루어졌으나, 2006년 이후 전력산업기반기금 등 타 재원에 의한 투자가 급격히 증가한 것도 특징이다. 핵주기 관련 투자는 사용후핵연료 처리·처분을 중심으로 증가 중이다.

### 원자력안전종합계획
원자력안전법 제3조(원자력안전종합계획의 수립)는 원자력안전위원회가 원자력 이용에 따른 안전관리를 위해 5년마다 원자력안전종합계획을 수립할 것을 규정하고 있다. 종합계획에는 원자력 안전관리에 관한 현황과 전망, 정책목표와 기본방향, 부문별 과제, 소요재원의 투자계획 및 조달에 관한 사항을 포함하여야 한다.
원자력안전종합계획(이하 안전종합계획)은 장기적인 전망을 토대로 비전과 정책목표를 설정하고, 구체적인 전략과 중점과제는 향후 5년을 계획기간으로 하여 도출함으로써 장기적인 방향과 함께 중기적인 실천 계획의 성격을 지니고 있다.
안전종합계획은 원자력안전위원회 위원장이 관계부처의 장과 협의하여 계획안을 수립하며, 원자력안전위원회의 심의, 의결을 거쳐 확정된다. 따라서 원자력안전 관련 중장기 정책방향을 제시하는 최상위 국가계획으로 관계부처의 장은 소관사항에 대해 부문별 시행계획 및 연도별 세부사업 추진계획을 수립, 시행하여야 한다.
제1차 종합계획은 원자력안전위원회가 설립되고 나서 2012년~2016년 기간을 대상으로 2012년 수립되었으며, 제2차 종합계획은 2017년~2021년 기간을 대상으로 2016년 12월 수립되었다.
제2차 종합계획은 1차 종합계획의 성과분석, 정책환경 분석을 토대로 비전, 정책방향, 중점과제 등을 도출하고 이에 대해 2번의 공청회, 전문가그룹 자문, 현장 인터뷰, 온라인 의견수렴 등 조정과정을 거쳐 수립되었다. 특히, 2차 종합계획은 중점 추진과제를 이행주체별, 분야별, 규제대상별로 체계화하여 종합계획 이행의 실효성을 제고하고 있다. 종합계획을 통해 정부와 규제기관은 신규 규제수요에 적극 대응하고 장기적인 안전목표를 달성하는 수요중심 목표지향적 안전관리를 수행하게 된다.

### 원자력 비중
정부는 2014년 1월 14일 국무회의에서 2035년까지의 에너지정책 비전을 담고 있는 제2차 에너지기본계획을 심의 확정하였다.
제2차 에너지기본계획에서 원전 비중은 2035년 전력설비기준으로 에너지 안보·온실가스 감축·산업 경쟁력 등을 고려하여 1차 계획의 41%보다 축소된 29% 수준으로 결정하였다(’15년말 현재 22%). 향후 한국에 건설되는 원전 기수는 전력수요, 운영허가 만료 원전의 계속운전 여부, 건설·운영 여건에 따라 결정되며, 매 2년마다 수립되는 전력수급기본계획에서 제시하고 있다.
현 수요전망으로는 2035년까지 총 43GW의 원전설비가 필요하며, 6차 전력수급기본계획에서 확정한 36GW(2024년)를 감안하면, 추가로 7GW의 신규원전 건설이 필요하다. 따라서 이미 운영중인 25기외에 건설 중인 5기와 4기의 원전 건설 계획이 확정되어 있다.
한국은 신기후체제가 발효됨에 따라 화석 연료를 사용하는 화력발전을 줄여 온실가스 감축을 해야 하는 한편, 에너지 수요 증가에 대비해야 하는 상황이다. 신재생에너지는 연평균 8.6% 성장(’04~’12)하였으나 여전히 보급율은 3% 수준이고, 그 중에서도 폐기물과 수력의 비중이 높으며 풍력과 태양광은 보급이 미미하다. 국가에너지기본계획에서는 2035년 총에너지 기준으로 신재생에너지 비중을 11%로 목표를 설정하고 있다.
그러나 신재생에너지 활용의 확대가 쉽지는 않다. 한국은 일조량 및 바람세기 등에 따라 전력생산량 변동이 높고 낮은 설비이용효율로 인해 전력설비를 위해 대규모 부지가 필요하다. 예를 들어, 100만KW 전기를 생산하는 데, 풍력은 여의도 면적의 50배가 필요하고 태양광은 여의도 면적의 10배가 필요하다. 대형 풍력 발전은 풍속이 3~4m/s 이상에서 운전이 가능하고, 25m/s 이상의 바람에서는 기계결함을 고려해 운전을 할 수 없다. 이러한 조건을 만족하는 풍력발전 가능지역은 태백산맥 일부를 포함한 내륙 산악지역(설악산, 오대산, 태백산, 덕유산)과 경남·북 동해안, 제주도 일부 지역이다. 해상풍도 강원도 동해안과 서해안(6.5~7m/s), 남해안(7.5m/s 이상) 일부 지역에 한정되어 있다. 또한 태양광 발전에 적합한 곳은 남부 해안가 일부와 영남 일부 지역에 국한되어 있다.

## 세계의 원자력 정책
2011년 3월 동일본 대지진으로 인한 후쿠시마 원전사고로 몇몇 나라는 탈원전 정책을 수립하여 단계적으로 원자력을 축소하기로 했다. 아직도 많은 나라가 원자력을 친환경 전원으로 인식하고 있으며, 늘어난 전력 수요를 충족하고 다양한 전력원을 확보하여 에너지 안보를 꾀하며, 기후변화에 대응한 온실가스 감축 목표를 달성하기 위해서 원자력은 여전히 포기할 수 없는 에너지이기에 많은 국가가 원자력 발전을 선택하고 있으나, 위 사고를 계기로 탈원전을 선택하는 국가도 점진적으로 늘어나고 있는 추세이다.
아프리카나 동유럽, 아시아에서는 경제성장을 뒷받침할 저렴한 전력원으로 원자력을 유지하거나 도입하려는 나라가 늘어나고 있다. 반면 독일, 프랑스, 미국 등 경제적으로 선진국으로 분류되며 원전을 오래 운영한 국가의 경우 탈원전을 선언하거나 원전의 현상유지에 집중하는 경향이 있다.
후쿠시마 원전사고 이후 기존 원전 국가중 확대, 혹은 유지를 하는 국가는 2018년 기준 26개국(미국, 중국, 일본, 영국, 프랑스, 러시아, 인도, 캐나다, 스웨덴, 남아공, 핀란드, 불가리아, 멕시코, 헝가리, 파키스탄, 체코, 아르헨티나, 아르메니아, 브라질, 이란, 네덜란드, 루마니아, 슬로바키아, 슬로베니아, 스페인, 우크라이나)이며, 축소 및 폐지를 선언한 국가는 5개국 (독일, 스위스, 대만, 벨기에, 한국)이다. 이는 2014년 확대 및 유지 27개국, 보류 1개국(대만), 축소 3개국(독일, 스위스, 벨기에)에 비해 축소로 돌아선 국가가 천천히 늘어나고 있음을 의마한다.
신규 원전 도입 검토국의 경우 도입 유지 12개국(방글라데시, 벨라루스, 이집트, 인도네시아, 이스라엘, 카자흐스탄, 요르단, 리투아니아, 폴란드, 태국, 터키, UAE), 신규 도입국가 2개국(칠레, 사우디아라비아), 도입 취소 3개국(베네수엘라, 베트남, 말레이시아) 이다 이 역시 2014년 기존 도입 유지 14개국, 신규도입 2개국, 도입 취소 1개국일때에 비해 도입 취소 국가가 조금씩 늘고 있음을 뜻한다.
<세계 원자력 정책 동향>
| 정책 동향        | 국가별 원전 정책 | 국가별 원전 정책                                               |
| ---------------- | ---------------- | -------------------------------------------------------------- |
| 유지 또는 확대   | 러시아           | 2030년까지 원전 21기 추가 건설(발전 비중 25~30%까지 확대)      |
| 유지 또는 확대   | 영국             | 향후 20년 내 노후 원전 단계적 폐쇄, 신규 원전으로 대체         |
| 유지 또는 확대   | 터키             | 2030년까지 원전 12기 건설계획 발표, 8기 건설 확정              |
| 유지 또는 확대   | 프랑스           | 원전 축소정책에 대한 국민여론 악화                             |
| 유지 또는 확대   | 핀란드           | 2030년까지 원전 발전 비중 현재 30%에서 50%로 확대 계획         |
| 유지 또는 확대   | 방글라데시       | 2017년 완공을 목표로 북쪽지방에 1,000MW 발전소 건설 계획       |
| 유지 또는 확대   | 베트남           | 2030년까지 총 10기 건설 예정                                   |
| 유지 또는 확대   | 인도             | 2050년까지 원전 비중 3%에서 25%로 확대 계획                    |
| 유지 또는 확대   | 일본             | 아베정권 친원전정책 추진, 원전 재가동 신청, 오마 원전건설 재개 |
| 유지 또는 확대   | 중국             | 원전 29기 건설중, 파키스탄/루마니아 원전 수출 추진중           |
| 유지 또는 확대   | 카자흐스탄       | 2030년까지 국가 전원 구성의 원자력 비중을 20%로 설정           |
| 유지 또는 확대   | 미국             | 원전정책 유지, 34년 만에 원전 건설 재개                        |
| 유지 또는 확대   | 남아공           | 2030년까지 원자력에 500억 달러 투자 발표                       |
| 유지 또는 확대   | 사우디           | 2032년까지 원전 16기 건설계획 발표                             |
| 유지 또는 확대   | 요르단           | 2030~40년까지 원전 발전 비중 30% 확대 계획                     |
| 유지 또는 확대   | UAE              | 2020년까지 20GW를 생산할 수 있는 원전 14기 건설 전망           |
| 유지 또는 확대   | 이집트           | 2025년까지 원전 4기 건설 목표                                  |
| 재검토 또는 폐지 | 독일             | 2022년까지 17기의 모든 원전 폐기계획 진행                      |
| 재검토 또는 폐지 | 벨기에           | 2015년~22년까지 순차적으로 원전 운영 종료 예정                 |
| 재검토 또는 폐지 | 스위스           | 2034년까지 점차적인 원전 폐지정책 승인                         |
| 재검토 또는 폐지 | 이탈리아         | 국민투표에 의한 원자력사업 재개계획 폐기                       |
| 재검토 또는 폐지 | 대만             | 원전 의존도 축소정책 검토 발표                                 |
| 재검토 또는 폐지 | 태국             | 후쿠시마 사고 이후 신규 원전 건설계획 무기 연기                |
| 재검토 또는 폐지 | 호주             | 4세대 원전기술로 반원전 입장 변화 가능                         |
| 재검토 또는 폐지 | 브라질           | 신규 원전 추가 건설에 대해 모라토리엄 선언                     |

## 같이 보기
- 탈원전 정책